# Babush i Serbëve
Babush i Serbëve (albanisch auch Babushi i Serbëve, serbisch Српски Бабуш Srpski Babuš) ist ein Dorf im Süden des Kosovo, das in der Gemeinde Ferizaj liegt.

## Geographie
Das Dorf liegt 4,1 Kilometer von Babush i Muhaxherëve entfernt und grenzt zur Gemeinde Lipjan beziehungsweise zum Bezirk Pristina. Zur südwestlich gelegenen Stadt Ferizaj sind es elf Kilometer. Babush i Serbëve liegt zwischen der M-2 und Autostrada R 6. Östlich der Ortschaft befindet sich der Bahnhof Bablak des kosovarischen Eisenbahnverkehrsunternehmens. Östlich des Ortes verläuft ein Fluss, der von der Sitnica ableitet.

## Name
Der albanische, sowohl auch der serbische, Name lautet zu Deutsch Babush der Serben. Bis zum Jahr 1999 war der Ort auch unter Babushan bekannt.

## Bevölkerung

### Ethnien
Bei der Volkszählung 2011 wurden für Babush i Serbëve 235 Einwohner erfasst. Davon bezeichneten sich 234 als Albaner (99,57 %) und einer als Serbe.
| Volkszählung | 1948 | 1953 | 1961 | 1971 | 1981 | 1991 | 2011 |
| ------------ | ---- | ---- | ---- | ---- | ---- | ---- | ---- |
| Einwohner    | 289  | 333  | 395  | 369  | 341  | 401  | 235  |

### Religion
2011 bekannten sich von den 235 Einwohnern 231 zum Islam, einer als Serbisch-Orthodox und über drei konnten keine Angaben erfasst werden.